# 당 인산가수분해효소
당 인산가수분해효소(糖燐酸加水分解酵素, 영어: sugar-phosphatase) (EC 3.1.3.23)는 다음과 같은 화학 반응을 촉매하는 효소이다.
당 인산  + H2O  ⇄  당 + 인산
당 인산가수분해효소의 2가지 기질은 당 인산, H2O이며, 2가지 생성물은 당, 인산이다.
당 인산가수분해효소는 가수분해효소 부류에 속하며, 특히 인산 모노에스터 결합에 작용한다.

## 명명법
당 인산가수분해효소의 계통명은 당 인산 포스포하이드롤레이스(영어: sugar-phosphate phosphohydrolase)이다.

## 구조 연구
2007년을 기준으로 이러한 부류의 효소에 대해 PDB 접근 코드 2HF2의 1가지 구조가 해결되었다.

## 참고 문헌
- Lee YP, Sowokinos JR (1967). “Sugar phosphate phosphohydrolase. I. Substrate specificity, intracellular localization, and purification from Neisseria meningitidis”. 《J. Biol. Chem.》 242 (9): 2264–71. PMID 4290224.